# Rieser-Heimalm
Die Rieser-Heimalm ist eine Alm in der Gemeinde Dorfgastein im österreichischen Bundesland Salzburg.

## Lage und Charakteristik
Die Alm liegt an den südwestlichen Hängen der Gasteiner Höhe in der Ankogelgruppe. Sie befindet sich in der Ortschaft Maierhofen und in der Katastralgemeinde Klammstein. Sie ist dem Steinerbauer in Maierhofen zugehörig. Die Alm ist Teil des Jagdgebiets Dorfgastein Nordost. Eine Almhütte steht auf einer Höhe von 1305 m ü. A. Im Osten fließt der Schwarzerbach, ein rechtsseitiger Nebenbach der Gasteiner Ache.
Die Alm wird für Galtvieh genutzt. Der Rieser-Heimalm und weiteren Heimalmen wie der Mitterer-Heimalm und der Thorbauern-Heimalm dienen die Maierhoferalmen als gemeinschaftliche Hochalm.

## Geschichte
Im von 1823 bis 1830 erstellten Franziszeischen Kataster ist im Bereich der Almhütte ein unbenanntes Gebäude verzeichnet.